# ریورریج (فلوریدا)
ریورریج (به انگلیسی: River Ridge) یک منطقهٔ مسکونی در ایالات متحده آمریکا است که در فلوریدا واقع شده‌است. ریورریج ۴٬۷۰۲ نفر جمعیت دارد و ۱۰٫۹۷ متر بالاتر از سطح دریا واقع شده‌است.